# 若林茂雄
若林 茂雄（わかばやし しげお、1954年8月9日 - ）は、日本の弁護士、ニューヨーク州弁護士。一橋大学大学院法学研究科特任教授や、第一東京弁護士会会長、日本弁護士連合会副会長、関東弁護士会連合会理事長等を歴任した。

## 人物・経歴
東京都生まれ。1973年駒場東邦高等学校卒業。1977年一橋大学法学部卒業、丸紅入社。1982年最高裁判所司法研修所修了、弁護士登録。1993年ワシントン大学法科大学院修了、LL.M.（法学修士）。同年からWillkie Farr & Gallagherに勤務し、1996年ニューヨーク州弁護士登録。1999年エスジー債権回収取締役。2002年最高裁判所司法研修所民事弁護教官。2003年大倉三幸監査役。2004年新キャタピラー三菱監査役。2005年法務省司法試験考査委員（民法担当）。2011年一橋大学大学院法学研究科特任教授。2015年ケーヒン取締役。2016年大井電気監査役。2018年から第一東京弁護士会会長、日本弁護士連合会副会長を務め、第一東京弁護士会の会費引き下げなどにあたった。2019年10月から、病気療養のため退任した佐藤順哉第一東京弁護士会会長(2020年2月3日食道がんのため死去)の後を受け、2020年3月まで再度同会会長及び、日本弁護士連合会会長特別補佐を務めた。2021年日本弁護士政治連盟副理事長、財務省財政制度等審議会委員、同国有財産分科会分科会長代理。2022年関東弁護士会連合会理事長。

## 著書
- 『民法改正対応契約書作成のポイント』（鈴木正人, 松田貴男と共編著）商事法務 2018年